# Stare Piastowo
Stare Piastowo – wieś w Polsce położona w województwie mazowieckim, w powiecie sierpeckim, w gminie Sierpc. Ma status sołectwa.
W latach 1975–1998 miejscowość administracyjnie należała do województwa płockiego.

## Zabytki
- Pozostałości zespołu dworskiego z XIX wieku. Dwór z 1.poł. XIX wieku, przebudowany i częściowo rozebrany w 1914, zaadaptowany na siedzibę PGR. Oficyna dworska z XIX wieku.
- Park krajobrazowy z przełomu XVIII i XIX wieku. 5 lip drobnolistnych (obwody: 470 cm; 325 cm; 290 cm; 450 cm; wysokości 20–24 m.)
- Krzyż choleryczny tzw. karawaka z przełomu XVIII i XIX wieku (latem 2008 roku rozebrana).